# Sergio Mattarella
Sergio Mattarella (Palerm, 23 de juliol de 1941) és un polític italià, 12è president de la República Italiana de 2015 ençà.

## Biografia
Sergio Mattarella va néixer a Palerm, al si d'una prominent família siciliana; el seu pare, Bernardo Mattarella, va ser un activista antifeixista perseguit per la dictadura de Benito Mussolini qui, juntament amb Alcide De Gasperi, va ser un dels fundadors del partit Democràcia Cristiana (DC), que dominaria la política italiana durant gairebé cinquanta anys. Bernat va servir com a ministre diverses vegades. El seu germà, Piersanti Mattarella, va ser un militant democristià que va servir com a President de Sicília des de 1978 fins a 1980, quan va ser assassinat per la Cosa Nostra.
Durant l'adolescència, Sergio Mattarella va ser membre de l'"Acció Catòlica" (Azione Cattolica) i es va graduar en dret a la Universitat de Palerm, on més tard va ser professor de procediment parlamentari.

### Inici de trajectòria política
Després de la mort del seu germà, Mattarella va ingressar a la política i va ser elegit com a diputat el 1983 dins de la facció d'esquerra dels demòcrates cristians, que recolzava un acord amb el Partit Comunista Italià, conduïda per Enrico Berlinguer. A l'any següent va ser acusat pel secretari del DC Ciriaco De Mita de "netejar" a la facció siciliana del partit sota la influència de la màfia. El 1985 Mattarella va donar suport al jove advocat Leoluca Orlando, qui havia estat col·laborador proper del seu germà Piersanti durant la seva Governació, com a nou Alcalde de Palerm.

### Ministre
Mattarella va ser nomenat ministre d'Afers Parlamentaris als governs liderats pels ministres del DC Giovanni Goria i Ciriaco De Mita i ministre d'Educació el 1989 al sisè gabinet de Giulio Andreotti, un líder del DC; però després renuncià al seu càrrec, juntament amb altres ministres, el 1990 després de l'aprovació del Parlament de la llei Mammì, que liberalitzava els mitjans de comunicació a Itàlia, en ser vist com un favor per al magnat dels mitjans Silvio Berlusconi.
El 1990 Mattarella va ser nomenat Subsecretari de la Democràcia Cristiana i va renunciar dos anys més tard per convertir-se en director d'Il Popolo, diari oficial del partit, on romandria fins al 1994, quan va renunciar després de les tensions amb el nou dirigent del partit Rocco Buttiglione, qui volia signar una aliança amb el partit conservador Forza Italia, el nou partit del magnat dels mitjans Silvio Berlusconi. Després del referèndum italià de 1993 va elaborar una nova llei electoral, coneguda com Mattarellum. Quan va ser dissolta la DC, després de l'escàndol de corrupció Tangentopoli el 1994, va ingressar, juntament amb molts altres membres de la democràcia cristiana, al Partit Popular Italià.
Mattarella va ser un dels primers partidaris de l'economista bolonyès Romano Prodi a les eleccions generals de 1996, al capdavant de la coalició de centreesquerra L'Olivo (L'Ulivo); després de les eleccions, amb la victòria de la centreesquerra, Mattarella va servir com a president del grup parlamentari del Partit Popular. Dos anys més tard, quan el govern de Prodi va caure, va ser nomenat viceprimer ministre i ministre de Defensa al govern encapçalat pel líder socialista democràtic Massimo D'Alema. Com a ministre de Defensa va donar suport a la intervenció de l'OTAN a Iugoslàvia contra el dictador serbi Slobodan Miloševic; també va aprovar una reforma de les forces armades italianes que va abolir la conscripció forçada. Després de la dimissió de D'Alema l'any 2000, Mattarella va mantenir la seva posició com a ministre de Defensa sota el govern de Giuliano Amato.
A l'octubre de 2000 es va dissoldre el Partit Popular, formant el partit polític La Margherita (DL); Mattarella va ser reelegit per al Parlament italià a les eleccions generals de 2001 i 2006, com a candidat per a les coalicions de centre-esquerra, L'Ulivo i La Unió (L'Unione).
El 2007 va estar entre els fundadors del recent format Partit Democràtic, una gran carpa socialdemòcrata que era la fusió de La Margarita i els demòcrates de l'esquerra, hereu del Partit Comunista.
El 5 d'octubre del 2011 va ser elegit pel Parlament italià per ser jutge de la cort constitucional. Va prestar jurament l'11 d'octubre de 2011.

## President d'itàlia
El 31 de gener de 2015 fou elegit President d'Itàlia al final de la quarta votació, quan n'hi havia prou amb la majoria simple. Va obtenir 665 vots, superant àmpliament els 505 necessaris, segons el recompte oficial.
El 26 de gener de 2018 va definir les Lleis Racials com un "capítol fosc, una taca inesborrable, una pàgina infamant de la història d'Itàlia."
Tot i que la seva intenció inicial era no renovar i retirar-se de la política, per evitar un bloqueig polític va decidir acceptar un segon mandat. Així, el 29 de gener de 2022 va ser reelegit president de la República Italiana; segon President a renovar per un segon mandat després de Giorgio Napolitano.